# 黒井明
黒井 明（くろい あきら、1903年（明治36年）5月27日 - 1933年（昭和8年）3月10日）は、日本の海軍軍人（海兵51期卒）。水上機機長としての不時着水時の行動で責任感の鑑と称えられた。のちに殉職し最終階級は海軍少佐。

## 生涯
山形県出身。米沢藩士族の出身で、曾祖母は「国字四書」で知られる黒井繁乃。父は松江高等女学校校長・黒井小源太。父の弟が黒井悌次郎である。府立一中を経て、海軍兵学校51期を卒業。1924年（大正14年）12月、海軍少尉に任官。樋端久利雄、木梨鷹一、工藤俊作らが同期生である。
黒井は霞ヶ浦海軍航空隊飛行学生を卒業し搭乗員となる。1925年（大正15年）12月、海軍中尉に進級し横須賀海軍航空隊附を経て、1927年（昭和2年）12月、水上機母艦「能登路」乗組となる。1929年（昭和4年）4月、演習中に搭乗機の発動機故障により済州島沖に不時着水した。
商船「香取丸」が偶然、黒井らを発見し救助にあたる。風速25メートルの荒天の中、黒井と商船の意思疎通は阻害され、商船員は艇を下ろして救助に向かい黒井機まで近づいた。しかし、黒井は「機を捨てて身柄のみ救助されるのは辞退する」と述べ救助を断る。悪天候の中、商船に飛行機を曳航することは不可能であった。黒井ら搭乗員は翌日未明まで機を守ったが、午前5時近くに転覆。黒井機搭乗員は鶴羽兵曹が殉職し、白川兵曹と黒井は潜水艦に救助された。この黒井の行動は「海軍飛行将校の責任感の鑑」と称えられた。なお、商船員の決死的行動も海員として模範的なものであり、現地に留まり黒井らを救助した潜水艦に緊急信号を発信している。連合艦隊司令長官・谷口尚真は、経緯を記述するよう黒井に勧めたが黒井は断った。
同年11月、霞ヶ浦海軍航空隊教官となり、海軍大尉へ進級。1932年（昭和7年）重巡「愛宕」乗組となり同艦飛行長となる。翌年連合艦隊基本演習に参加し、3月4日の発艦飛行演習中に高知県室戸岬沖で行方不明となる。海軍省が認定した殉職日は3月10日であった。同年、白川兵曹は五島列島付近で殉職した。ただしこの事故は敵に攻撃されたものではなかったため、戦死扱いではない。
黒井ら海兵51期の航空機での殉職者は14名である。米沢海軍武官会会員。